# Pseudodiploexochus cuspidatus
Pseudodiploexochus cuspidatus är en kräftdjursart som beskrevs av Franco Ferrara och Stefano Taiti1985. Pseudodiploexochus cuspidatus ingår i släktet Pseudodiploexochus och familjen Armadillidae. Inga underarter finns listade i Catalogue of Life.